# Liocoryphe siamense
Liocoryphe siamense là một loài chân đều trong họ Stenetriidae. Loài này được Hansen miêu tả khoa học năm 1905.